# ぽんこつわーくす
ぽんこつわーくすは、日本の漫画家。構成、プロット担当の猫蔵と作画担当のしーたによる合作ペンネーム。岡山県在住。

## 概要
主に成人向け漫画雑誌にて活動。ぽんこつわーくす名義で同人誌も発行している。
インターネットの普及やパソコンでの原稿制作の簡易化を理由に岡山県で活動をしている。

## 作品リスト
- すけべ本（オークス、2007年4月25日、ISBN 978-4-86105-437-2）
- 彼女日和（竹書房、2009年7月27日、ISBN 978-4-8124-7134-0）
- からふるはーべすと（竹書房、2011年3月7日、ISBN 978-4-8124-7521-8）
- お嬢様は逃げ出した（竹書房）全3巻
  1. 2012年5月26日、ISBN 978-4-8124-7779-3
  2. 2013年6月7日、ISBN 978-4-8124-8301-5
  3. 2014年5月7日、ISBN 978-4-8124-8576-7
- 超昂閃忍ハルカ（アスキー・メディアワークス）全4巻
  1. 2013年10月26日、ISBN 978-4-04-866060-0
  2. 2014年10月27日、ISBN 978-4-04-866955-9
  3. 2015年12月19日、ISBN 978-4-04-865643-6
  4. 2016年9月27日、ISBN 978-4-04-892385-9
- ギリギリ純愛白書（仮）（竹書房、2015年11月27日、ISBN 978-4-8019-5409-0）
- サークレット・プリンセス -ファースト・バウト- （原作：DMM GAMES、監修：木緒なち、KADOKAWA）全2巻
  1. 2019年1月10日、ISBN 978-4-04-893868-6
  2. 2019年3月27日、ISBN 978-4-04-912374-6
- 泥酔彼女 （原作：串木野たんぼ、スクウェア・エニックス）既刊6巻
  1. 2022年3月7日、ISBN 978-4-7575-7779-4
  2. 2022年9月7日、ISBN 978-4-7575-8123-4
  3. 2023年3月7日、ISBN 978-4-7575-8453-2
  4. 2023年10月6日、ISBN 978-4-7575-8843-1
  5. 2024年5月7日、ISBN 978-4-7575-9178-3
  6. 2025年2月6日、ISBN 978-4-7575-9660-3